# نیکولا بلومو (بازیکن فوتبال)
نیکولا بلومو (انگلیسی: Nicola Bellomo؛ زادهٔ ۱۸ فوریهٔ ۱۹۹۱) بازیکن فوتبال اهل ایتالیا است.
از باشگاه‌هایی که در آن بازی کرده‌است می‌توان به باشگاه فوتبال اسپتزیا، باشگاه فوتبال آسکولی، باشگاه فوتبال آلساندریا، باشگاه فوتبال تورینو، باشگاه فوتبال کیه‌وو ورونا، باشگاه فوتبال باری، و باشگاه فوتبال ویچنزا اشاره کرد.
وی همچنین در تیم‌های ملی فوتبال زیر ۱۹ سال ایتالیا، زیر ۲۰ سال ایتالیا، و Italy under-21 Serie B representative team بازی کرده‌است.